# Кенащы (Северо-Казахстанская область)
Кенащы (каз. Кеңащы, до 200? г. - Менжинское) — село в Акжарском районе Северо-Казахстанской области Казахстана. Административный центр Кенащинского сельского округа. Код КАТО — 593436100.

## География
Расположено около озера Киши-Карой.

## Население
В 1999 году население села составляло 701 человек (360 мужчин и 341 женщина). По данным переписи 2009 года, в селе проживало 613 человек (209 мужчин и 207 женщин).